# Symphurus nebulosus
Symphurus nebulosus es una especie de pez de la familia Cynoglossidae en el orden de los Pleuronectiformes.

## Distribución geográfica
Se encuentran en el  Atlántico occidental (desde Nueva York hasta Florida).